# Mycale intermedia
Mycale intermedia är en svampdjursart som först beskrevs av Schmidt 1874.  Mycale intermedia ingår i släktet Mycale och familjen Mycalidae. Inga underarter finns listade i Catalogue of Life.